# Irmgard Wurmbrand
Irmgard Wurmbrand (* 23. September 1906 in Graz; † 9. Juni 1988 in Eisbach-Enzenbach) war eine österreichische Schriftstellerin und Drehbuchautorin, die auch unter dem Pseudonym Noretta publizierte. Sie verfasste vor allem Unterhaltungsromane, die in der Bauern- und Bergwelt der Steiermark spielen.

## Leben
Wurmbrand war die Tochter eines Beamten. Sie besuchte die Volks- und Bürgerschule in ihrem Geburtsort Graz und war im Anschluss an einen Fortbildungskurs 1927 in der „Kreisgeflügelzuchtanstalt für Unterfranken“ in Kitzingen tätig. Dort legte sie die staatliche Prüfung für Geflügelzucht ab und unterhielt von 1928 bis 1934 eine eigene landwirtschaftliche Geflügelzucht in der Gegend um Graz. Mit dem Beginn ihrer schriftstellerischen Karriere gab sie die Arbeit als Landwirtin auf.
1935 zog Wurmbrand nach Schladming, gleichzeitig unterhielt sie um 1937/1938 einen Zweitwohnsitz in München. Letzteres ermöglichte ihr, 1938 Mitglied der Reichsschrifttumskammer zu werden. Sie gehörte nicht der NSDAP an, laut einem Empfehlungsschreiben an die RSK lag der Grund dafür in der Pension ihres Vaters, die sie nicht gefährden wollte, sie hätte jedoch eine „nationalsozialistische Einstellung“. 
Wurmbrand arbeitete ab 1934 als freie Schriftstellerin. Sie publizierte in Zeitungen wie der Grazer Tagespost, Salzburger Volksblatt und Völkischer Beobachter. Inspiriert durch die Umgebung in Schladming schrieb sie verschiedene Berg- und Bauernromane, die zu dieser Zeit in Deutschland beliebt waren und in relativ hoher Auflage erschienen. Ihr 1940 bei dem Salzburger Verlag „Das Bergland-Buch“ erschienener Roman Wetterleuchten um Barbara wurde bereits im Folgejahr verfilmt. Der gleichnamige Film von Werner Klingler – welcher den „Anschluss“ Österreichs propagiert – gilt heute als Vorstufe zur Propaganda. Wurmbrand war eine erfolgreiche Schriftstellerin zu dieser Zeit und wurde auf der Liste der im Reichsgau Steiermark besonders geförderten Künstler geführt. Dennoch stellte das Reichsministerium für Volksaufklärung und Propaganda sie nicht wie beantragt vom Arbeitsdienst frei.
Nach dem Zweiten Weltkrieg kam Wurmbrands Roman Wetterleuchten um Barbara auf die Liste der auszusondernden Literatur. Andere ihrer Werke dagegen wurden – teilweise noch Jahrzehnte später – neu aufgelegt. Der Roman Tauerngold wurde 1953 unter dem Titel Dein Herz ist meine Heimat verfilmt.
Wurmbrand kaufe 1949 den „Seewaldhof“ in Purgstall bei Graz, wo sie als Landwirtin arbeitete und bis ins Alter wohnen blieb. Sie war weiterhin als Schriftstellerin und auch als Drehbuchautorin tätig, so lieferte sie die Vorlage für den Film Vergiß, wenn Du kannst (1956) von Hans H. König.

## Werke
- Das letzte Leuchten : Ein Roman aus den Bergen. Das Bergland-Buch, Salzburg 1936.
- Kilian und der Hof : Ein Bergbauernroman aus der Obersteiermark. Bergverlag Rother, München 1938.
- Das Ungewollte. Das Bergland-Buch, Salzburg 1939.
- Wetterleuchten um Barbara : Roman aus der Steiermark. Das Bergland-Buch, Salzburg 1940.
- Tauerngold. Das Bergland-Buch, Salzburg 1941.
- Glitzernde Tropfen : Novellen. Querschnitt-Verlag, Graz 1947.
- Ein weiter Weg. Querschnitt-Verlag, Graz 1947.
- Elmsfeuer. Dachstein-Verlags-Gesellschaft, Graz 1949.
- Die Burgsteinerin : Roman aus der Obersteiermark. Friedensverlag, Salzburg 1949.
- Die Insel der Schuldigen : 3 Frauenschicksale. Friedensverlag, Salzburg 1951.
- Lava : Roman einer Leidenschaft. Friedensverlag, Salzburg 1952.
- Das güldene Herz : Roman aus den Bergen. AWA-Verlag, München 1959.
- Dann hilft keine Reue mehr. AWA-Verlag, München 1959.
- Der ewige Brunn. Rosenheimer Verlagshaus, Rosenheim 1969.
- Der Schrei des Nusshähers. Rosenheimer Verlagshaus, Rosenheim 1970.
- Der verratene Berghof. Rosenheimer Verlagshaus, Rosenheim 1972.
- Das Prachtstück. Rosenheimer Verlagshaus, Rosenheim 1972.
- Der vergessene Berg. Rosenheimer Verlagshaus, Rosenheim 1977.